# Cropera confalonierii
Cropera confalonierii är en fjärilsart som beskrevs av Emilio Berio 1937. Cropera confalonierii ingår i släktet Cropera och familjen tofsspinnare. Inga underarter finns listade i Catalogue of Life.